# George Anderson (1891–1959)
George Walter Anderson (ur. 25 maja 1891, zm. 1959) – angielski piłkarz, który występował na pozycji napastnika.
We wrześniu 1911 przeszedł do Manchesteru United z Bury za 50 funtów. W sumie biorąc pod uwagę rozgrywki ligowe i pucharowe, wystąpił w United w 86 meczach i zdobył 39 bramek. W 1915 zeznawał jako świadek w sprawie ustawienia meczu ligowego Manchester United – Liverpool. W grudniu 1917 został wyrzucony z klubu, za ustawienie meczu z Burnley, za co został skazany na osiem miesięcy więzienia, a także zdyskwalifikowany dożywotnio przez Football Association.